# Оса (списание)
Вижте пояснителната страница за други значения на Оса.
„Оса“ е българско хумористично списание.
Излиза всяка седмица в София от 6 декември 1909 до 24 януари 1910 г.
Издадени са 8 броя на списанието, което се списва заедно със списание „Българан“. Редактор е Димитър Подвързачов. Сътрудничат Димчо Дебелянов, Иван Андрейчин, Елин Пелин, Теодор Траянов, Рачо Стоянов, Николай Лилиев, Георги Райчев, Цанко Церковски, Добри Немиров. Константин Константинов превежда хумористични стихове от Пушкин и Лермонтов. Публикуват се карикатури от Александър Божинов и Георги Машев. Публикуваните материали в списанието са със злободневен характер.